# Charlie Hunter

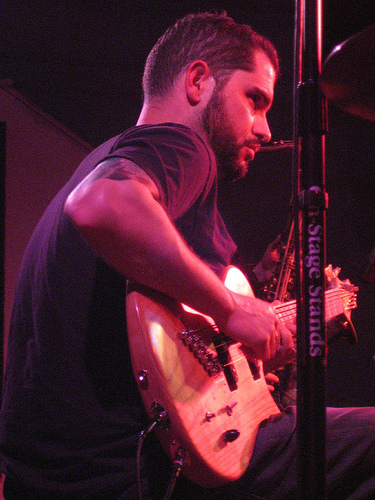
Charlie Hunter

Charlie Hunter (* 23. Mai 1967 in Providence, Rhode Island) ist ein US-amerikanischer Jazz-, Rock- und Fusion-Gitarrist.

## Leben und Wirken
Hunter wuchs in Berkeley (Kalifornien) auf, machte seinen Abschluss an der Berkeley High School und nahm Gitarrenstunden beim Gitarristen Joe Satriani. Seit dem ersten Album des Charlie Hunter Trios aus dem Jahr 1993 hat Hunter mehr als 15 weitere Alben aufgenommen. Während dieser Zeit hat er mit vielen Künstlern zusammengearbeitet wie z. B. Miles Perkins, Scott Amendola, Will Bernard, Skerik, Jay Lane, Dave Ellis, John Ellis, Mimi Fox, Peter Apfelbaum, Stefon Harris, Kurt Elling, Bobby Previte, Greg Osby, Chris Lovejoy, Leon Parker, Karl Denson, Josh Roseman, John Santos, John Schott, D’Angelo, Calder Spanier, Mos Def, Norah Jones, Adam Cruz, Phil deGruy, John Mayer, Curtis Fowlkes und Willard Dyson.
Hunter befürwortet eine uneingeschränkte Verbreitung seiner Live-Konzerte. Die Live-Veranstaltungen können als Aufzeichnungen über das Internet in digitaler Form von dem gemeinnützigen Internet Archive aus San Francisco heruntergeladen werden.
Hunter ist bekannt für sein Spiel auf einer achtsaitigen Hybrid-Gitarre, die von Ralph Novak von Novax Guitars gebaut wurde. Er spielt gleichzeitig Lead-Gitarre auf den oberen 5 Saiten (gestimmt auf ADGHe) und Bass-Gitarre (gestimmt auf EAD) auf den unteren drei Saiten. Durch die Verwendung einer Hughes & Kettner Tube Rotosphere (Leslie rotary Lautsprecher-Simulator) erzeugt seine einzigartige Spielweise einen einer Hammond-Orgel ähnlichen Klang. Er spielte auch eine 7-saitige Gitarre in Michael Frantis politischer Hip-Hop-Gruppe The Disposable Heroes of Hiphoprisy. Diese war 1992 eine Vorgruppe für U2s Zoo TV Tour. Das Album SuperBlue: The Iridescent Spree von Kurt Elling, Charlie Hunter und SuperBlue erhielt eine Nominierung für die Grammy Awards 2024 in der Kategorie Best Alternative Jazz Album.
Er beteiligte sich außerdem am Soundtrack des französischen Films Outre Mer mit der Jazz-Fusion-Band Garage A Trois.